# جيم هيندريكس
جيم هيندريكس (بالإنجليزية: Jim Hendricks)‏ هو موسيقي أمريكي، ولد في 10 فبراير 1940 في أتكينسون في الولايات المتحدة.

## وصلات خارجية
- جيم هيندريكس على موقع IMDb (الإنجليزية)
- جيم هيندريكس على موقع ميوزك برينز (الإنجليزية)
- جيم هيندريكس على موقع أول ميوزيك (الإنجليزية)